# آر اورین کورنت
آر اورین کورنت (انگلیسی: R. Orin Cornett؛ زاده ۱۹۱۳ درگذشته ۲۰۰۲) فیزیک‌دان آمریکایی بود که بیشتر به خاطر ابداع یک ابزار ارتباط تصویری به نام Cued speech برای ناشنوایان شناخته می‌شود.